# Червоне (Болградський район)
Червóне — село Бородінської селищної громади, у Болградському районі Одеської області України. Населення становить 520 осіб.

## Історія
У 1946-47 роках село постраждало від Голодомору.
12 червня 2020 року, відповідно до Розпорядження Кабінету Міністрів України від № 724-р «Про визначення адміністративних центрів та затвердження територій територіальних громад Одеської області», увійшло до складу Бородінської селищної територіальної громади.
19 липня 2020 року, в результаті адміністративно-територіальної реформи і ліквідації Тарутинського району, село увійшло до складу новоутвореного Болградського району.

## Населення
Згідно з переписом УРСР 1989 року чисельність наявного населення села становила 590 осіб, з яких 287 чоловіків та 303 жінки.
За переписом населення України 2001 року в селі мешкало 518 осіб.

### Мова
Розподіл населення за рідною мовою за даними перепису 2001 року:
| Мова       | Відсоток |
| ---------- | -------- |
| болгарська | 76,35 %  |
| гагаузька  | 8,08 %   |
| українська | 6,15 %   |
| російська  | 5,19 %   |
| молдовська | 4,04 %   |